# Blanche Demanche
Pour les articles homonymes, voir Demanche.
Blanche Demanche, née le 17 décembre 1868 à Douai (France) et morte à Cachan le 3 mars 1935, est une peintre française.

## Biographie
Blanche Marguerite Olympe Élodie Demanche est née à Douai le 17 décembre 1868.
Élève de Benjamin-Constant, Jean-Paul Laurens et de Victor Marec, peintre de genre, paysagiste et pastelliste, elle expose au Salon des artistes français dont elle est sociétaire dès 1896 et y obtient une mention honorable en 1903 et une médaille de 3e classe en 1911.